# Крикливый калао
Крикливый калао (лат. Bycanistes fistulator) — вид птиц из семейства птиц-носорогов. Выделяют три подвида.

## Распространение
Обитают в Центральной и Западной Африке от Сенегала на восток до Уганды и на юг до Анголы.

## Описание
Длина тела около 45-50 см, вес 463—710 г (самец восточной популяции), 413—500 г (самка восточной популяции), что делает этих птиц наименее крупными представителями рода Bycanistes. Окрашены в чёрно-белой гамме. Между представителями восточной и западной популяции имеются различия в облике.
Самки меньше самцов, меньше у них также клюв и надклювье («рога»).

## Биология
Питаются преимущественно фруктами. Миграций не совершают.

## Охранный статус
МСОП присвоил виду охранный статус LC.